# Адріан Голландський
Святий Адріан Голландський († 688, Маастріхт, Нідерланди) — голландський християнський святий і мученик. Він був учнем і послідовником Святого Ландоальда і керівником місійної церкви в м. Вінтерсговен (Wintershoven) в Нідерландах.
Він був зловлений і вбитий розбійниками поблизу Маастріхту бл. 668 року коли він ніс королівську пожертву від короля Хілдеріка ІІ. За іншою версією він просив милостиню, коли на нього напали злодії і вбили поблизу Маастріхту.
День його пам'яті 19 березня.